# أيدا محمد
أيدا محمد (بالمجرية: Mohamed Aida) هي مبارزة بالسيف مجرية، ولدت في 12 مارس 1976 في بودابست في المجر.

## وصلات خارجية
- أيدا محمد على موقع الاتحاد الدولي للمبارزة (الإنجليزية)
- أيدا محمد على موقع الاتحاد الأوروبي للمبارزة (الإنجليزية)
- أيدا محمد على موقع اللجنة الأولمبية الدولية (الإنجليزية)
- أيدا محمد على موقع أوليمبيديا (الإنجليزية)